# Chlorobaculum
Genre
Chlorobaculum est un genre de bactéries membre de la famille des Chlorobiaceae.

## Étymologie
Chlorobaculum vient du grec χλωρός / chlôros (« vert ») et du latin baculum (« tige »).

## Systématique
Le nom correct complet (avec auteur) de ce taxon est Chlorobaculum Imhoff 2003.
L'espèce type est Chlorobaculum tepidum (Wahlund et al. 1996) Imhoff 2003.

### Liste des espèces
Selon LPSN (15 août 2024) :
- Chlorobaculum tepidum (Wahlund et al. 1996) Imhoff 2003
- Chlorobaculum thiosulfatiphilum Imhoff 2022

Selon GBIF (15 août 2024) :
- Chlorobaculum chlorovibrioides (Gorlenko et al., 1974) Imhoff, 2003
- Chlorobaculum limnaeum Imhoff, 2003
- Chlorobaculum macestae Keppen, Berg, Lebedeva, Taisova, Kolganova, Slobodova, Bulygina, Tourova & Ivanovsky, 2008
- Chlorobaculum parvum Imhoff, 2003
- Chlorobaculum parvum A
- Chlorobaculum parvum B
- Chlorobaculum spec.
- Chlorobaculum tepidum (Wahlund et al., 1996) Imhoff, 2003
- Chlorobaculum thiosulfatiphilum Imhoff, 2003

## Publication originale
- (en) Johannes F. Imhoff, « Phylogenetic taxonomy of the family Chlorobiaceae on the basis of 16S rRNA and fmo (Fenna-Matthews-Olson protein) gene sequences », International Journal of Systematic and Evolutionary Microbiology, Society for General Microbiology (d), vol. 53, no 4,‎ 1er juillet 2003, p. 941-951 (ISSN 1466-5026 et 1466-5034, OCLC 807119723, PMID 12892110, DOI 10.1099/IJS.0.02403-0).